# Związek Polski Piłki Nożnej
Związek Polski Piłki Nożnej (zwany również wymiennie Polskim Związkiem Piłki Nożnej) – stowarzyszenie sportowe (związek klubów piłkarskich), założone 25 czerwca 1911 we Lwowie z inicjatywy Stanisława Kopernickiego przez cztery polskie kluby piłkarskie: Czarnych Lwów, Pogoń Lwów, Cracovię i RKS Kraków. Działał do wybuchu I wojny światowej wyłącznie na terytorium Galicji, organizując życie piłkarskie w tym zaborze. Utworzenie ZPPN było ważnym krokiem dla podkreślenia narodowej odrębności Polaków. Przed jego powstaniem polskie kluby należały bezpośrednio do austriackiej federacji piłkarskiej. Do ZPPN nie przystąpiły kluby żydowskie i ukraińskie z obszaru Galicji.

## Historia
Prace nad statutem organizacji rozpoczęły się jesienią 1910 r., a zakończyły w kwietniu 1911 r. Zebranie założycielskie stowarzyszenia odbyło się 25 czerwca 1911 we Lwowie. 13 grudnia 1911 oficjalnie zarejestrowano ZPPN, zatwierdzając jego statut. 8 maja 1913 dzięki staraniom ZPPN zainaugurowano 1. mistrzostwa Galicji w piłce nożnej (klasy A i klasy B). Formalnie związek ten działał w strukturach Austriackiego Związku Piłki Nożnej (niem. Österreichischer Fußball-Verband – ÖFV), jako w pełni autonomiczna jednostka – miał pełną swobodę organizowania własnych rozgrywek piłkarskich, nie mógł jednak oficjalnie wystawiać własnej reprezentacji narodowej, bowiem FIFA zezwalała – i zezwala do dziś na grę tylko jednej reprezentacji w ramach jednego związku (przy ÖFV grała już kadra narodowa Austrii). ÖFV nie miał wpływu na działalność ZPPN, stosowny punkt statutu stwierdzał bowiem, że ewentualne spory rozstrzygać miała FIFA. W rzeczywistości wpływ był odwrotny, to bowiem Polacy zasiadali we władzach austriackiej federacji, a wiceprezesem ÖFV wybrano Stanisława Kopernickiego. Reprezentant ZPPN brał udział w kongresie FIFA zajmując jedno z czterech miejsc przynależnych ÖFV. Od 1911 r. Austriacki Związek Piłki Nożnej miał strukturę federacji, a związek galicyjski był jednym z pięciu (obok czeskiego, morawsko-śląskiego, dolnoaustriackiego i alpejskiego) związków członkowskich. Jako pierwszą siedzibę ZPPN obrano Kraków, jednak w 1912 r. przeniesiono ją do Lwowa. ZPPN nadawał rangi tzw. klasy klubom – w zależności od prezentowanego poziomu od klasy I poprzez klasy II A, II B do II C. W 1913 r. ZPPN zrzeszał aż 24 kluby (4 w klasie I i 20 w klasie II).
ZPPN był protoplastą – założonego po odzyskaniu przez Polskę niepodległości – Polskiego Związku Piłki Nożnej. Wśród członków pierwszego zarządu PZPN niemal komplet stanowili działacze ZPPN. Sam związek, który po 1918 r. nazywano Małopolskim Związkiem Piłki Nożnej, rozwiązał się 16 maja 1920.

## Prezesi ZPPN
- Stanisław Kopernicki – tymczasowy prezes komitetu organizacyjnego od 25 czerwca 1911 do 23 listopada 1911[1][2]
- Ludwik Żeleński – od 23 listopada 1911 jako p.o. prezesa komitetu organizacyjnego, od 21 stycznia 1912 do 23 lutego 1913 jako prezes[1][2]
- Ludwik Christelbauer – od 23 lutego 1913 do 30 listopada 1919 (w tej dacie rozpatrywano jego rezygnację, nie ma pewności, czy została formalnie przyjęta)[1][2]
- Edward Cetnarowski - po 30 listopada 1919 (prawdopodobnie faktycznie kierujący związkiem, który nie prowadził już aktywności do dnia rozwiązania)[1][2]

## Członkowie
Stan na 17 marca 1912
| Klasa | Klub                      |
| I     | Cracovia                  |
| II A  | Czarni Lwów               |
|       | Pogoń Lwów                |
|       | Wisła Kraków              |
| II B  | RKS Kraków                |
| II C  | AZS Kraków                |
|       | Krakus Podgórze           |
|       | Polonia Kraków            |
|       | Lwowia Lwów               |
|       | Rzeszowskie Koło Sportowe |